# Крески, Конни
Ко́нни Кре́ски (англ. Connie Kreski; 19 сентября 1946, Уайандотт, Мичиган, США — 21 марта 1995, Беверли-Хиллз, Калифорния, США) — американская фотомодель и актриса

.

## Биография и карьера
Конни Крески родилась 19 сентября 1946 года в Уайандотте (штат Мичиган, США). Она окончила Среднюю школу Богоматери Маунт-Кармель в своём родном городе и католическую школу медсестёр «Mercy College» в Детройте, изучала психиатрию, три месяца работала в психиатрической больнице Анн-Арбор.
Крески стала Playmate месяца в январе 1968 года и Playmate года в 1969 году мужского журнала «Playboy». С 1969 по 1977 год она сыграла в 10-ти фильмах и телесериалах.
Крески была близкой подругой актрисы Шэрон Тейт и была приглашена к ней в гости 9 августа 1969 года, но, по каким-то причинам, в гости она не попала. В ту ночь беременную Тейт и её четверых друзей убили члены группировки Чарльза Мэнсона.
В разные годы жизни Крески страдала множественными проблемами со здоровьем, среди которых нервная анорексия, рак лёгких и высокий уровень холестерина. Многочисленные проблемы со здоровьем привели к закупорке сонной артерии, от которой она скончалась 21 марта 1995 года в Беверли-Хиллз (штат Калифорния, США) на 49-м году жизни.

## Фильмография
| Год  |    | Русское название                                                        | Оригинальное название                                                   | Роль              |
| ---- | -- | ----------------------------------------------------------------------- | ----------------------------------------------------------------------- | ----------------- |
| 1969 | ф  | Может ли Херйонимус Меркин забыть Мерси Хампп и найти истинное счастье? | Can Heironymus Merkin Ever Forget Mercy Humppe and Find True Happiness? | Мерси Хампп       |
| 1969 | с  | Железная сторона                                                        | Ironside                                                                | Арлин Додд        |
| 1969 | с  | Смелые                                                                  | The Bold Ones                                                           | Официантка        |
| 1970 | с  | Любовь по-американски                                                   | Love, American Style                                                    | Глория            |
| 1970 | тф | Потерянный рейс                                                         | Lost Flight                                                             | Жена австралийца  |
| 1971 | тф | Трекеры                                                                 | The Trackers                                                            | Бекки Пакстон     |
| 1972 | ф  | Человек умер                                                            | Un homme est mort                                                       | Рози              |
| 1975 | ф  | Чёрная птица                                                            | The Black Bird                                                          | Девушка-приманка  |
| 1976 | мс | Капитаны и короли                                                       | Captains and the Kings                                                  | Перл Грей         |
| 1977 | мс | Аспен                                                                   | Aspen                                                                   | Жаклин Камеровски |